# Liste der honduranischen Botschafter in Frankreich

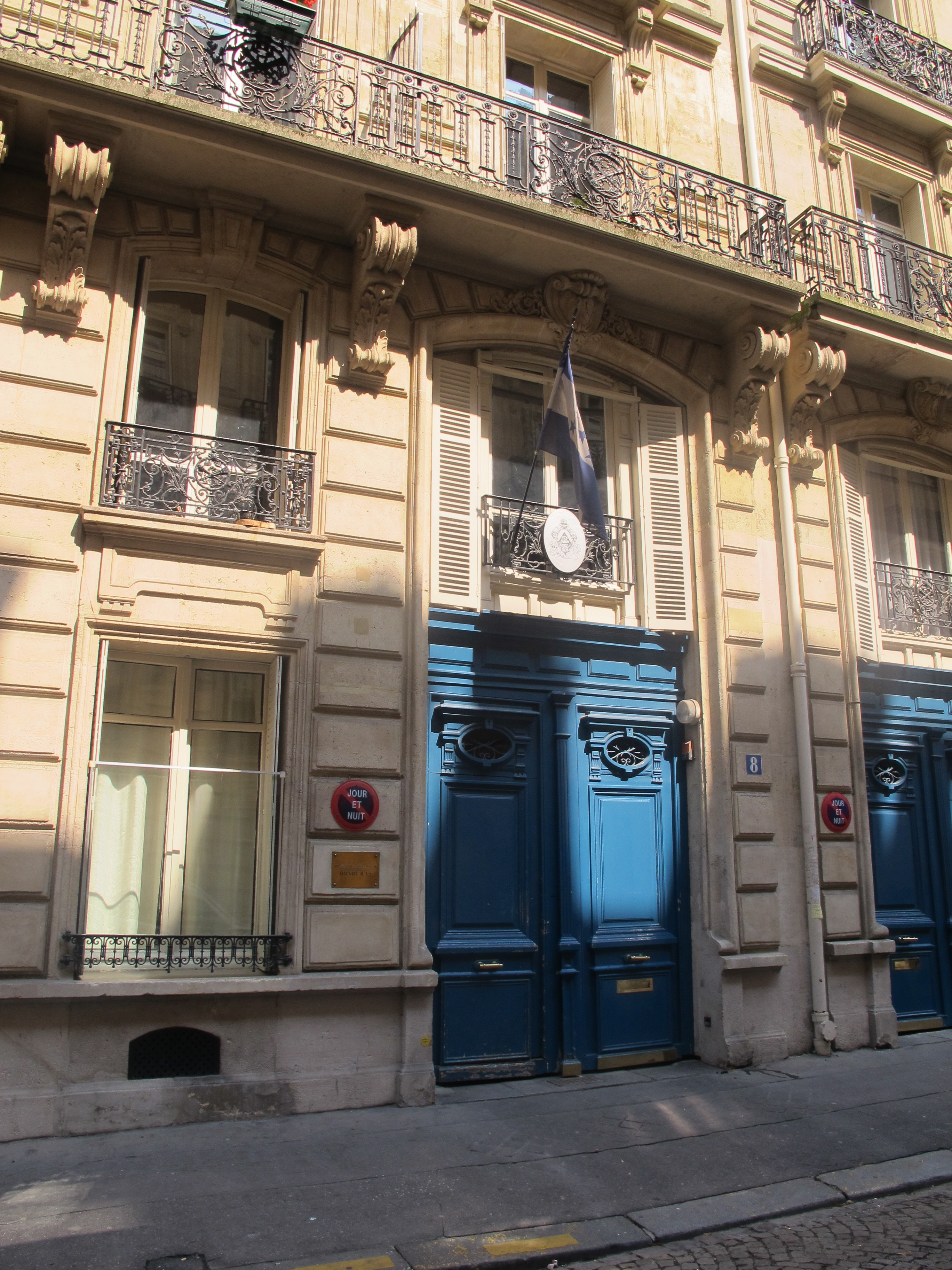
Die honduranische Botschaft befindet sich in der 8 Rue Crevaux im 16. Arrondissement (Paris).

Der Botschafter in Paris ist auch regelmäßig in Bern akkreditiert.
Die seit 30. September 1990 bestehenden diplomatischen Beziehungen der honduranischen Regierungen mit den Regierungen in Moskau werden seit 1993 ebenfalls von dem in Paris akkreditierten Botschafter wahrgenommen.

## Geschichte
Beim Abschluss des Traité d' amitié, de commerce et de navigation conclu à Paris, le 22 février 1856, entre la France et la République de Honduras. (Ech. des ratif. à Paris le 15 octobre 1857), befand sich die Gesandtschaft in der später Rue Decamps 27 benannten Straße.
| Ernannt / Akkreditiert | Name                           | Bemerkung | ernannt von:                   | akkreditiert bei:   | Posten verlassen |
| ---------------------- | ------------------------------ | --- | ------------------------------ | ------------------- | ---------------- |
| 1856                   | Jean Victor Herran             | | José Santos Guardiola          | Napoleon III.       |                  |
| 1860                   | Carlos Gutiérrez               | | José Santos Guardiola          | Napoleon III.       |                  |
| 1872                   | Edouard Viada                  | General | Carlos Arias                   | Adolphe Thiers      |                  |
| 1908                   | Luis Suazo Carrillo            | Generalkonsul (* in La Paz (Honduras); † 1942) | Miguel R. Dávila               | Georges Clemenceau  | 1913             |
| 1913                   | Desire Péctor                  | Generalkonsul | Francisco Bertrand             | Raymond Poincaré    | 1917             |
| 1917                   | Luis Suazo Carrillo            | Konsul | Francisco Bertrand             | Georges Clemenceau  | 1920             |
| 1919                   | Policarpo Bonilla              | | Rafael López Gutiérrez         | Raymond Poincaré    |                  |
| 1923                   | Raúl Toledo López              | Geschäftsträger, Generalkonsul | Rafael López Gutiérrez         | Raymond Poincaré    |                  |
| 1933                   | Julián López Pineda            | Geschäftsträger | Tiburcio Carias Andino         | Albert Lebrun       | 1936             |
| 1937                   | Emilio V. Soto                 | Generalkonsul | Tiburcio Carias Andino         | Léon Blum           |                  |
| 28. Apr. 1938          | Mauricio Claudio Rosal         | Konsul | Tiburcio Carias Andino         | Albert Lebrun       | 1942             |
| 1948                   | Antonio Vidal Mayorga          | (* 19. September 1895 in Ocotepeque; † 7. Juli 1968 in Tegucigalpa) außerordentlicher Gesandter und Ministre plénipotentiaire                                                                                          | Tiburcio Carias Andino         | Vincent Auriol      |                  |
| 1956                   | José Napoleón Alcerro Oliva    | (* 19. März 1915 in Marcala, Departamento La Paz (Honduras)) wurde in La Paz, La Ceiba und Tegucigalpa ausgebildet war Bildungsminister und 1971 Botschafter in San José (Costa Rica)                                  | Julio Lozano Díaz              | René Coty           |                  |
| 1959                   | Carlos Roberto Reina           | | José Ramón Villeda Morales     | Charles de Gaulle   |                  |
| 1964                   | Ramiro Figueroa Rodezno        | En 1957 se producen cambios sustanciales en la Escuela de Medicina con la conquista de la Autonomía Universitaria. El nuevo Decano era e Dr. Ramiro Figueroa Rodezno quien por razones personales renuncia a su cargo. | Oswaldo López Arellano         | Charles de Gaulle   |                  |
| 3. Feb. 1992           | Sergio Zavala Leiva            | 2004–2006: Generalstaatsanwalt | Rafael Leonardo Calleja Romero | François Mitterrand |                  |
| 18. Jan. 1995          | Max Velásquez Díaz             | [ 7 ] | Carlos Roberto Reina           | Jacques Chirac      |                  |
| 1998                   | Enrique Ortez Colindres        | | Carlos Roberto Flores Facussé  | Jacques Chirac      |                  |
| 9. Okt. 2002           | Mario Carias Zapata            | 1990–1994: Ministro de Relaciones Exteriores de Honduras | Ricardo Maduro                 | Jacques Chirac      |                  |
| 3. Dez. 2010           | Carmen Eleonora Ortez Williams | [ 9 ] | Porfirio Lobo Sosa             | Nicolas Sarkozy     |                  |